# Pašman (općina)
Pašman je općina u Hrvatskoj, na otoku Pašmanu s mjestima
Banj, Barotul, Dobropoljana, Kraj, Mrljane, Neviđane, Pašman i Mali Pašman, Ždrelac.

## Zemljopis
Općina Pašman nalazi se na istoimenom otoku. Središte joj je mjesto Pašman. Povezana je s kopnom preko Biograda na Moru i mjesta Preko na otoku Ugljanu koji je povezan s trajektnom lukom Gaženica u Zadru. Površine je 63 km2. Pašman je 12. otok po veličini te 11. po broju stanovnika u RH.

## Stanovništvo
Prema popisu iz 2021. godine Općina Pašman imala je 2144 stanovnika. Mjesto Pašman, uključujući Mali Pašman, imalo ih je 345.
| broj stanovnika | 1629  | 1816  | 1941  | 2112  | 2398  | 2723  | 2970  | 3075  | 3485  | 3402  | 2995  | 3000  | 2483  | 2597  | 2004  | 2082  | 2136  |
|                 | 1857. | 1869. | 1880. | 1890. | 1900. | 1910. | 1921. | 1931. | 1948. | 1953. | 1961. | 1971. | 1981. | 1991. | 2001. | 2011. | 2021. |

| broj stanovnika | 667   | 727   | 521   | 559   | 599   | 665   | 1001  | 733   | 745   | 737   | 637   | 603   | 462   | 452   | 383   | 392   | 346   |
|                 | 1857. | 1869. | 1880. | 1890. | 1900. | 1910. | 1921. | 1931. | 1948. | 1953. | 1961. | 1971. | 1981. | 1991. | 2001. | 2011. | 2021. |

### Etnički sastav (2011.)
- Hrvati - 2044 (98,17 %)
- ostali - 38 (1,83%).[7]

## Gospodarstvo
Većina stanovnika tradicionalno se bavi ribarstvom i poljodjelstvom, a u novije vrijeme i turizmom.

## Povijest
Spominje se prvi put kao utvrda Rimskih vojnika 1066. godine pod imenom Postimana. Kroz stoljeća ime se nije značajno mijenjalo, dok se konačno ustalio naziv Pašman, kao izvedenica prvobitnog.

## Poznate osobe
- Fra Joakim Jaki Gregov
- Krešimir Ćosić

## Spomenici i znamenitosti
- Franjevački samostan i crkva sv. Dujma u Kraju
- Samostan sv. Kuzme i Damjana
- Crkva sv. Luke u Ždrelcu
- Žena val, statua kipara i restauratora fra Joakima Jaki Gregova u Pašmanu
- Crkva Gospe od Loreta u Banju
- Crkva sv. Mihovila u Neviđanima
- Crkva sv. Roka u Malom Pašmanu
- Crkva sv. Antuna u Mrljanima
- Crkva sv. Antuna Pustinjaka, predio Otus
- Crkva Rođenja Blažene Djevice Marije u Pašmanu
- Crkva sv. Marka u PašmanuStari Most koji povezuje Otoke Pašman i UgljanStari most koji je premošćivao kanal Mali Ždrelac i spajao otoke Ugljan i Pašman. Na istom mjestu izgrađen je novi most.

## Šport
- Športsko ribolovno društvo Banj
- Športsko ribolovno društvo Ždrelac
- Športsko ribolovno društvo Šarun Žgrelac[8]
- Športsko društvo Bokolje
- Športsko društvo Postimana Pašman
- Društvo športske rekreacije Kolešće,  Banj
- Nogometni klub Sveti Mihovil
- Vaterpolo klub Garmenjak,  Barotul

## Obrazovanje
- Osnovna škola Vladimir Nazor Neviđane
- Područna škola Tkon
- Dječji vrtić Otok Pašman[9]

## Kultura
- Ženska klapa  "Žikva"

- Kud sv.Luka Ždrelac

- Kud   "Bokolje"  Dobropoljana
- Kud   "Nevijana"  Neviđane
- Mažoretkinje otoka Pašmana

## Udruge
- Udruga "Modus Vivendi"
- Dobropoljanska udruga mladih "Dum"
- Udruga za održivi razvoj "Bumbak" Neviđane
- Udruga Porcijunkula Kraj
- Udruga maslinara "Drobnica" Pašman
- Udruga Ženska klapa "Lavanda" Ždrelac
- Udruga "Metargo"

## Vanjske poveznice
- Službena stranica Općine Pašman (pristupljeno: 17. ožujka 2020.)
- Turistička zajednica Općine Pašman

|  | Portal Hrvatske: pristup člancima s tematikom o Hrvatskoj |